# بير غونتر
بير غونتر (بالألمانية: Per Günther)‏ مواليد 5 فبراير 1988، هو لاعب كرة سلة ألماني بدأ مسيرته الاحترافية في سنة 2006 يلعب مع فريق راتيوفارم أولم في الدوري الألماني لكرة السلة ويحمل الرقم 6. يبلغ طوله 6 قدم 0.5 بوصة (1.8 م).

## فرق لعب لها
- فينيكس هاغن
- راتيوفارم أولم

## روابط خارجية
- بير غونتر على موقع الاتحاد الدولي لكرة السلة (الإنجليزية)
- بير غونتر على موقع الدوري الأوروبي لكرة السلة (الإنجليزية)
- بير غونتر على موقع كرة السلة الأوروبية.كوم (الإنجليزية)
- بير غونتر على موقع ريلجم (الإنجليزية)
- بير غونتر على موقع بروبوليرز (الإنجليزية)
- بير غونتر على موقع سبورتس رفرنس (الإنجليزية)